# Rik De Wulf
Rik De Wulf (Sint-Jans-Molenbeek, 18 juni 1958), ook bekend als Rik DeWulf, is een Belgisch striptekenaar. Samen met Marc Daniëls runde hij Studio Max! tussen 1999 en 2010.

## Carrière
De Wulf studeerde economie en moderne talen. Als autodidact leerde hij het vak van striptekenaar en -auteur. In 1984 publiceerde hij de strip Happy in de bijlage van de krant De Standaard – Het Nieuwsblad, dat tot 1989 daarin verscheen. Uitgeverij Infodok gaf in 1985 deze verhalen in albumvorm uit. Het jaar erna publiceerde De Standaard acht kortverhalen over Koning Arthur in hun vakantieboeken.
Vanaf 1989 tot 2002 werkte De Wulf voor de studio van Merho die de strip De Kiekeboes maakte.

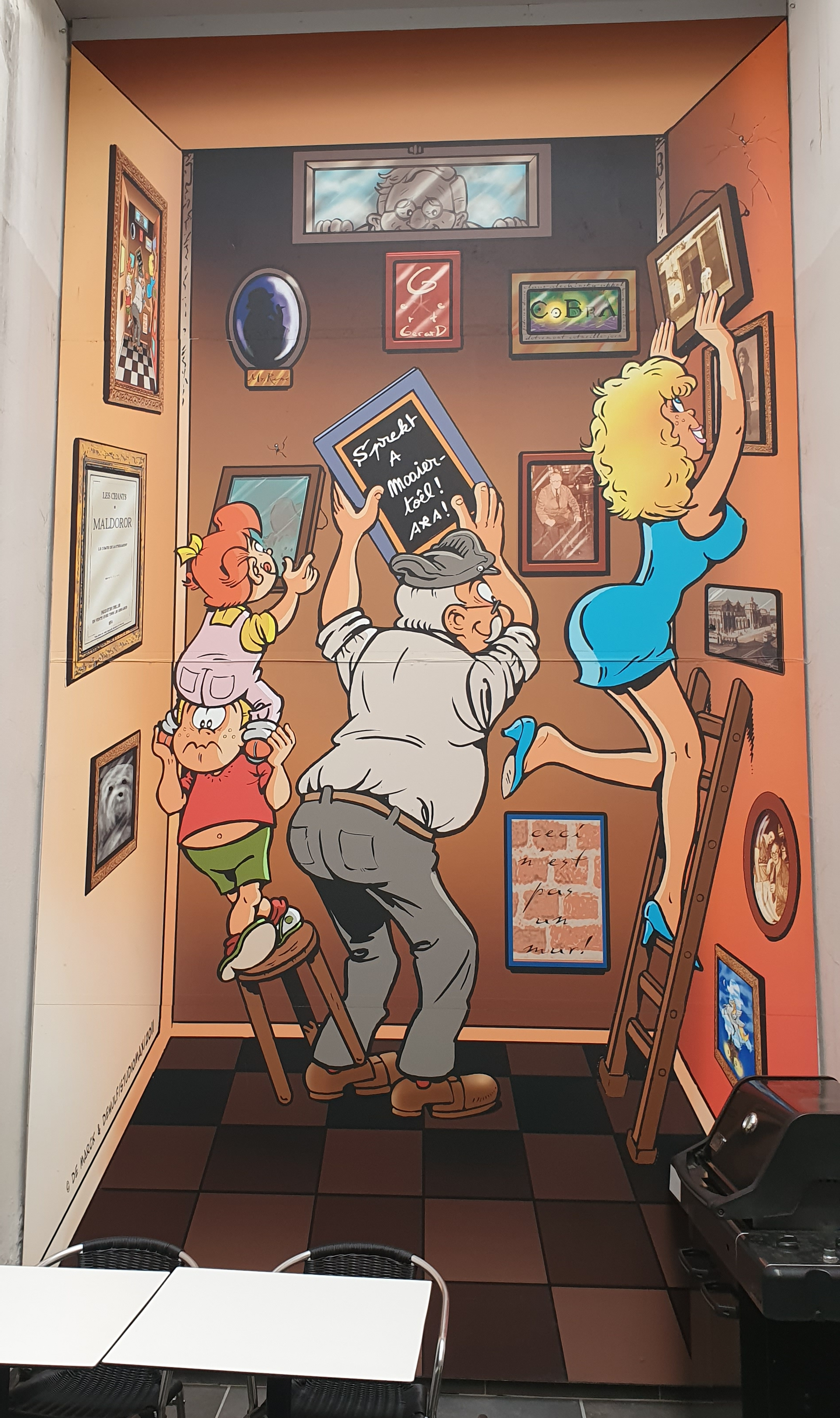
Stripmuur van Stam en Pilou in café Goudblommeke in Papier te Brussel.

In 1999 richtte hij samen met Marc Daniëls Studio Max! op. Zij bedachten de strip Stam en Pilou voor de jeugdfilatelie van de Belgische Post, die vanaf 2000 in albumvorm werd uitgebracht. In 2010 verscheen het 25e album in de reeks. In datzelfde jaar werd de studio opgeheven. In 2011 kreeg deze stripreeks een stripmuur in Brussel aan de Rue des Alexiens/Cellebroersstraat.
In 2009 maakte hij samen met onder meer Daniëls het album Alexander de Grote 1 in de educatieve reeks De reizen van Alex van Jacques Martin.
Vanaf 2011 maakte De Wulf kinderboeken, onder meer de reeksen Knuf (samen met Gerlinde Vandenberghe), Lotta (samen met Diane Put) en Pauwtje Pio (samen met Ruth Brillens).